# Рудня (Демидовский район)
Ру́дня— деревня в Смоленской области России, в Демидовском районе. Население — 18 жителей (2007 год). Расположена в северо-западной части области в 35 км к северо-востоку от Демидова, в 4 км восточнее от посёлка Пржевальское.
Входит в состав Слободского сельского поселения.

## История
В прошлом небольшие железнорудные предприятия назывались Руднями. По всей видимости, здесь выплавлялось железо из добываемой болотной руды, откуда и пошло название деревни.

## Достопримечательности
Братская могила партизан, погибших в борьбе с немецко-фашистскими захватчиками в 1942 году.